# هوراس شابن هنري
هوراس شابن هنري (بالإنجليزية: Horace Chapin Henry)‏ هو مصرفي أمريكي، ولد في 6 أكتوبر 1844 في Henry House (Bennington, Vermont) ‏ في الولايات المتحدة، وتوفي في 28 يونيو 1928 في سياتل في الولايات المتحدة.